# دبلیو. کر اسکات
دبلیو. کر اسکات (به انگلیسی: William Kerr Scott) سناتور سابق عضو حزب دموکرات ایالات متحده آمریکا بود. وی در سال ۱۹۵۴ تا ۱۹۵۸ میلادی سناتور ایالت کارولینای شمالی در سنای ایالات متحده آمریکا بود.